# Pont Penjat de Massanes
El Pont Penjat és un pont de Massanes (Selva) inclòs a l'Inventari del Patrimoni Arquitectònic de Catalunya.

## Descripció
Pont penjant de ferro, situat al barri del Rieral, als afores del petit nucli de Massanes. El pont, compta amb una fina i delicada estructura i una barana de ferro. Sobre l'estructura hi ha unes làmines de ferro, on la gent passava. En una de les làmines de ferro hi ha gravades les inicials de N.V., en referència a Narcís Vilaseca, que va sufragar les obres del pont. També hi ha la data 1923, que és quan es va construir el pont.

## Història
El pont fou construït el 1923 per Narcís Vilaseca i Ramilans del mas que porta el mateix nom i servia per salvar la riera que dividia Massanes.